# Muralha de Barcelos

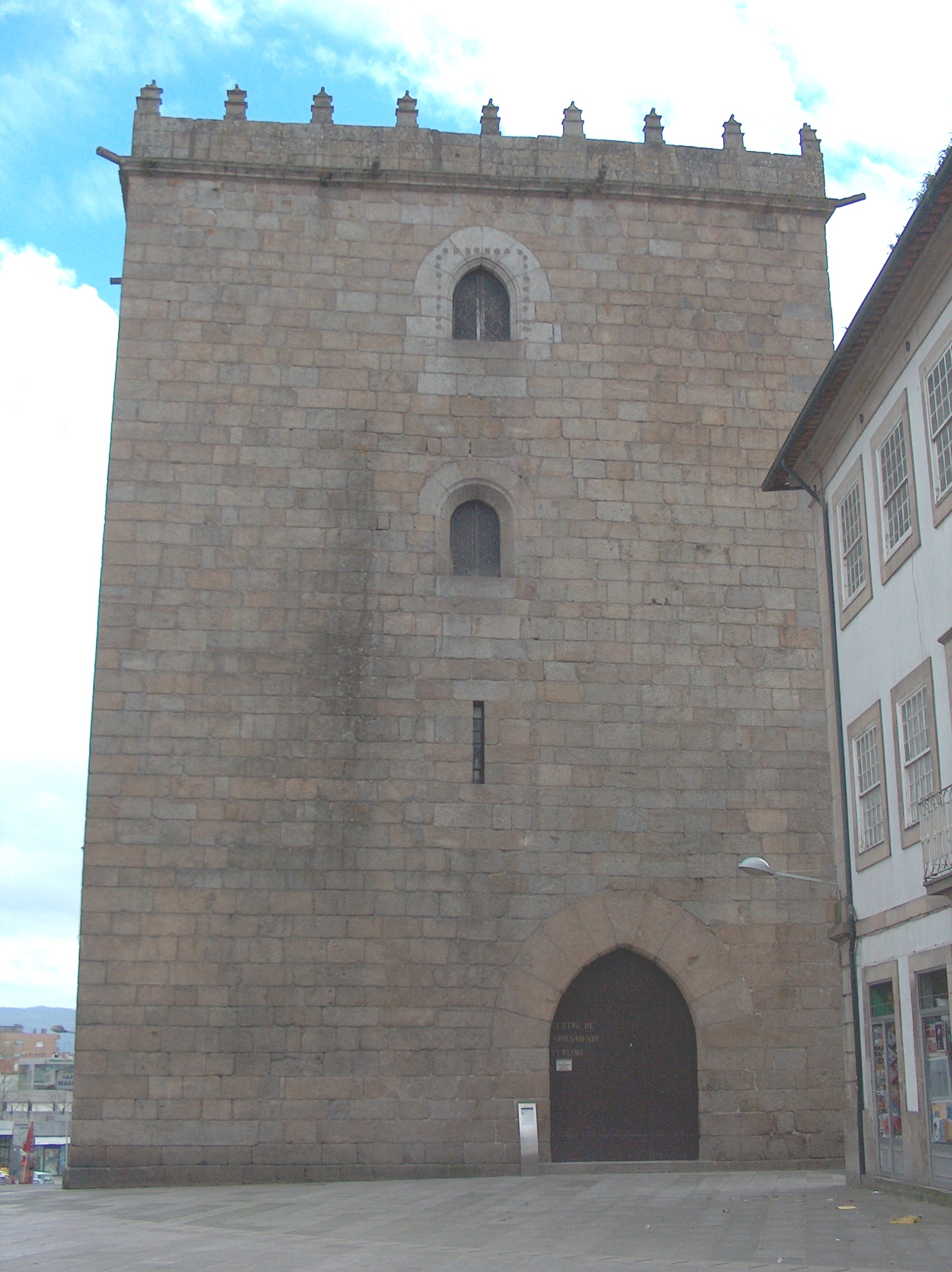
Muralha de Barcelos, Portugal: Torre da Porta Nova.

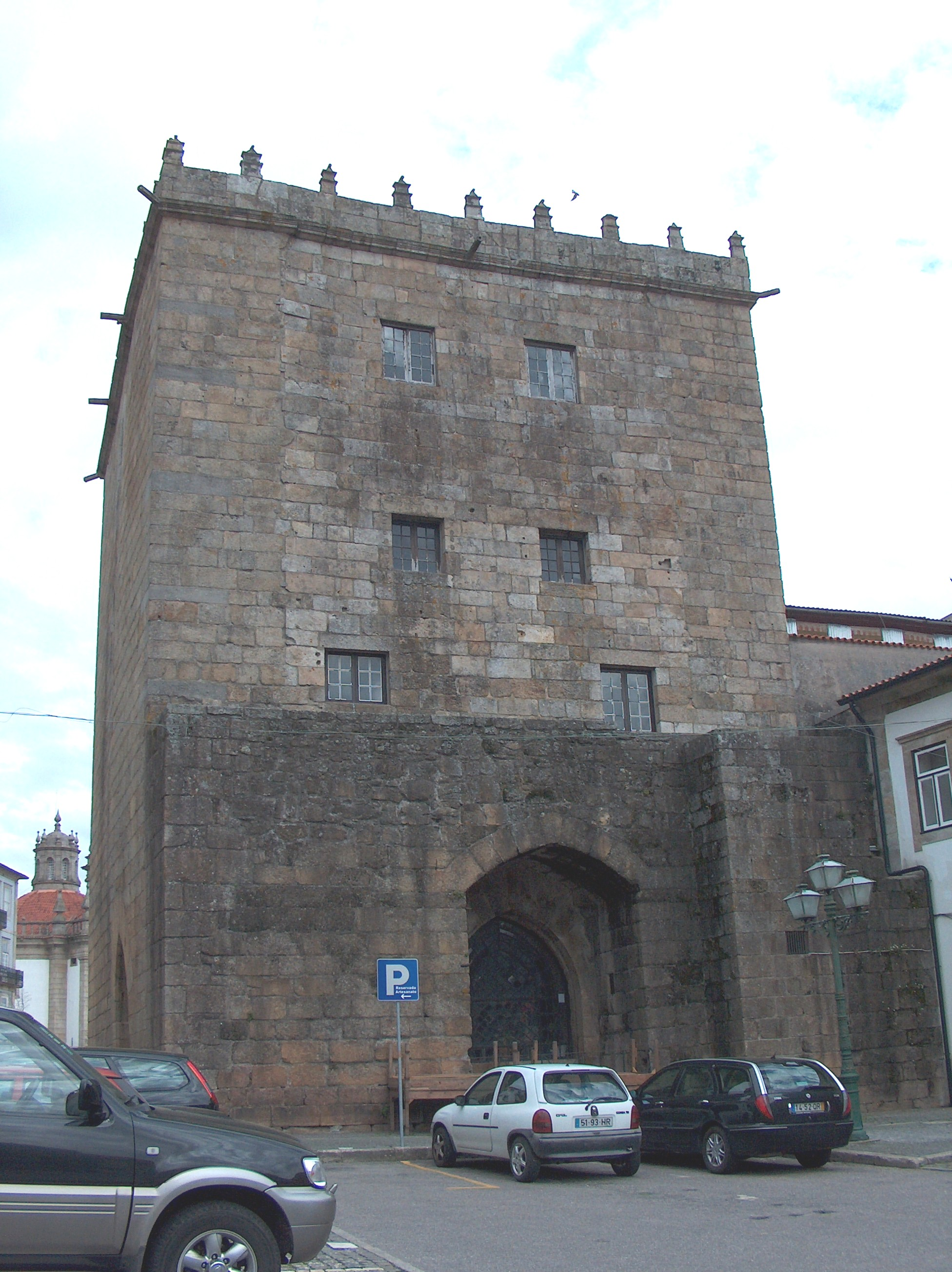
Muralha de Barcelos, Portugal: Torre da Porta Nova.

A Muralha medieval de Barcelos, da qual nos restou pequenas porções de muralha estando estas inseridas entre casas no centro histórico da cidade e a chamada Torre de Cimo de Vila (localmente mais conhecido como Torre da Porta Nova) localiza-se no extremo nordeste da cidade medieval da cidade de Barcelos.
A importância deste torre era grande, pois era um ponto de passagem obrigatório para quem fazia o trajeto norte-sul, tendo a construção de uma ponte de pedra na primeira metade do século XIV aumentado a prosperidade da vila de Barcelos, que não conheceu um castelo propriamente dito.

## História

### Antecedentes
Embora a primitiva ocupação humana do local, sobranceiro ao rio Cávado, seja desconhecida, ela é geralmente atribuída ao contexto da Invasão romana da Península Ibérica, não tendo ficado alheia às invasões posteriores, de Visigodos e de Muçulmanos.

### A cerca medieval
À época da Reconquista cristã da península, a povoação foi conquistada pelos primeiros reis de Leão.
Encontra-se mencionada ao tempo do rei D. Afonso Henriques (1112-1185) como "minha vila", em diploma sem data, atribuível a um período entre 1156 e 1169, pelo qual o soberano concedeu aos seus moradores, presentes ou futuros, foral análogo ao de Braga. Posteriormente, nas Inquirições de 1220 e de 1226, é designada como "Santa Maria de Barcelos", pertencendo ao julgado de Neiva.
A povoação cresceu a ponto de, em 1298, D. Dinis (1279-1325) nela instituir a sede de um condado, primeiro condado em Portugal, sendo que desde o 1º conde de Barcelos, D. João Afonso de Meneses, se manteve nesta família até ao tempo do 6º conde, também D. João Afonso, o qual, durante a crise de 1383-1385, seguiu o partido da Infanta D. Beatriz e de seu marido, João I de Castela, contra o partido do Mestre de Avis, vindo a falecer na batalha de Aljubarrota. O novo soberano, agraciou com esse título o Condestável D. Nuno Álvares Pereira, que, mais tarde, o transferiu para o genro, D. Afonso, filho bastardo de D. João I, 8º conde de Barcelos, e posteriormente o 1º duque de Bragança. Este, mudando-se de Chaves para Barcelos, iniciou, por volta de 1412, a edificação do Palácio dos Duques com a modificação da cerca da povoação (em progresso anteriormente a 1406) e a Igreja Matriz.
Esta cerca seria, em linhas gerais, a mesma figurada por Duarte de Armas (Livro das Fortalezas, c. 1509). Guarnecida por ameias, era reforçada por três torres, nas quais se rasgavam as três principais portas da vila:
- Torre e Porta da Ponte – defendendo o acesso pela ponte sobre o rio Cávado;
- Torre e Porta do Vale - na face noroeste da muralha, guarnecia esse setor;
- Torre e Cimo de Vila (ou Porta Nova, hoje a única existente e onde fica o Centro de Artesanato e a Delegação de Turismo) – de maiores dimensões, erguia-se ao nordeste, utilizada como residência do alcaide-mor, sendo denominada de "castelo", até ao século XVII.

### Do terramoto de 1755 aos nossos dias
O terramoto de 1755 que causou estragos na vila e nas defesas, causou a destruição do Palácio dos Duques de Bragança (hoje, um museu a céu aberto). Posteriormente, à semelhança do que se registrou em outros centros urbanos, a expansão da malha urbana resultou na demolição da antiga cerca medieval, tendo chegado aos nossos dias apenas uma torre, a norte (também conhecida como Torre de Barcelos ou Postigo da Muralha), um troço da muralha a leste e a sul e vestígios de dois postigos. O conjunto, bem preservado, está classificado como Monumento Nacional por Decreto publicado desde 19 de Fevereiro de 1926.

## Características
A cerca da vila era constituída por uma muralha de planta ovalada, ligeiramente reintrante na face norte. Iniciada e terminada na ponte, quatro torres de planta quadrangular protegiam quatro portas, determinando o acesso das principais vias da vila às principais estradas do território.
O eixo viário mais importante era o do sul, acedendo a ponte defendido pela chamada Torre da Porta da Ponte, de planta quadrangular e que, primitivamente, se dividia em quatro pavimentos. Foi neste setor que se fez erguer o palácio (paço condal) que, em torno de 1480, o conde D. Fernando fez ligar à ponte por meio de uma torre de dois pavimentos. As demais vias eram controladas, respectivamente:
- a nordeste, pela Torre do Cimo da Vila, onde se rasgava a chamada Porta Nova, fronteira ao antigo Campo da Feira, um amplo terreiro onde se realizava a feira de Barcelos, por onde se ia a Viana do Castelo e a Ponte de Lima;
- a noroeste, a Torre onde se rasgava a Porta do Vale, por onde se ia para Esposende;
- a leste da ponte, uma torre de menores dimensões defendia o Postigo do Pessegal, estreita passagem que comunicava com a Fonte da Vila na orla ribeirinha, caminho cuja defesa era reforçada por uma pequena barbacã, como figurado por Duarte de Armas.
- a oeste, rasgava-se o chamado Postigo do Fundo da Vila, de menor expressão.

## Alterações
Em 2013, a única torre ainda em pé, sofreu obras de restauro e conservação por parte da Câmara Municipal de Barcelos, tendo também sido feita a conservação da muralha encostada à torre e no seu interior criou um museu para promover o artesanato da região. 
Também foi construído um pequeno Miradouro que tem uma vista da cidade do seu topo.